# Gontse Morake
Gontse Martha Morake (* 16. März 2001 in Johannesburg) ist eine südafrikanische Hürdenläuferin, die sich auf die 400-Meter-Distanz spezialisiert hat.

## Sportliche Laufbahn
Erste internationale Erfahrungen sammelte Gontse Morake im Jahr 2017, als sie bei den U18-Weltmeisterschaften in Nairobi mit 60,59 s in der ersten Runde über 400 m Hürden ausschied und mit der südafrikanischen 4-mal-400-Meter-Mixed-Staffel in 3:24,45 min die Bronzemedaille gewann. Im Jahr darauf siegte sie in 60,39 s über die Hürden bei den Jugend-Afrikaspielen in Algier und siegte dort mit 12,57 m auch im Dreisprung. Anschließend startete sie im Hürdenlauf bei den Olympischen Jugendspielen in Buenos Aires und gelangte dort auf den elften Platz. 2019 gewann sie bei den Juniorenafrikameisterschaften in Abidjan in 58,85 s die Silbermedaille über 400 m Hürden sowie mit 12,47 m auch im Dreisprung. 2021 begann sie ein Studium an der Baylor University in den Vereinigten Staaten und 2022 startete sie mit der südafrikanischen 4-mal-400-Meter-Staffel bei den Weltmeisterschaften in Eugene und schied dort mit 3:34,68 min im Vorlauf aus.

## Persönliche Bestzeiten
- 400 Meter: 53,75 s, 30. April 2022 in Baton Rouge
  - 400 Meter (Halle): 55,75 s, 11. Februar 2022 in Lubbock
- 400 m Hürden: 56,19 s, 15. Mai 2022 in Lubbock
- Dreisprung: 13,10 m (+1,8 m/s), 28. April 2018 in Boksburg